# Aglummyia percinerea
Aglummyia percinerea là một loài ruồi trong họ Tachinidae.